# Glaciar K.J.V. Steenstrup
El glaciar K.J.V. Steenstrup es uno de los principales glaciares en Tierra del Rey Christian  IX, en la costa oriental de Groenlandia, municipio de Sermersooq. 
Esta formación de hielo incluye dos glaciares casi paralelos, el glaciar K.J.V. Steenstrup  del Norte (danés: K.I.V. Steenstrups Nordre Bræ) y el glaciar K.J.V. Steenstrup  del Sur (danés: K.I.V. Steenstrups Søndre Bræ). Estos glaciares fueron llamados así en honor al geólogo danés y explorador de Greenland K. J. V. Steenstrup (1842 - 1913).
Los glaciares Steenstrup se originan en una zona glaciar montañosa al este de Schweizerland. Fluyen desde el NW hacia el sudeste. Los dos glaciares terminan en la costa este de la capa de hielo de Groenlandia, aproximadamente a 8 km al oeste de Tasiilap Karra (Cabo Gustav Holm). El lado norte del final del glaciar K.J.V. Steenstrup se encuentra junto en la desembocadura del fiordo Ikersuaq (Ikertivaq). Sus caras forman impresionantes paredes de hielo de entre 60 y 90 m de altura.